# Уорбертон (река)
Уо́рбертон (англ. Warburton River) — река в Австралии, часть бассейна озера Эйр.
Река Уорбертон берёт начало из озера Гойдер-Лагун на высоте 24 м, в которое стекаются воды рек Джорджина (в низовьях носит название Эйр-Крик) и Дайамантина.
Далее Уорбертон течёт на юго-запад по пустыням севера штата Южная Австралия, пересекая несколько постоянных и пересыхающих водоёмов и впадает в юго-западную часть озера Эйр.
Во время сезона дождей в реку поступает вода из нескольких притоков — Уорбертон-Крик, Макумба, Йелпаваралинна и Деруент-Крик.